# 金利通
金利通科技（控股）有限公司，簡稱金利通科技（控股），以及金利通科技（英語：Netel Technology (Holdings) Limited，港交所：8256），在1996年，由洪集懷（主席）和邱佩枝（邱浩波妹妹），於香港（總部）成立「Netel Phone Limited」。行政總裁為鍾實。
集團主要從事研發電訊及招聘應用、增值服務軟件以及提供相關服務、買賣電訊設備、於香港提供長途電話服務及在線招聘服務。。於2016年1月,該公司市值大約為1.3億元。
股份則在2002年12月20日於港交所創業板上市。配售股份價格為1港元，配售股份數目為2280萬股，集資額為2280萬港元。

## 外部連結
- neteltech.com.hk （页面存档备份，存于）